# The Gentleman’s Magazine

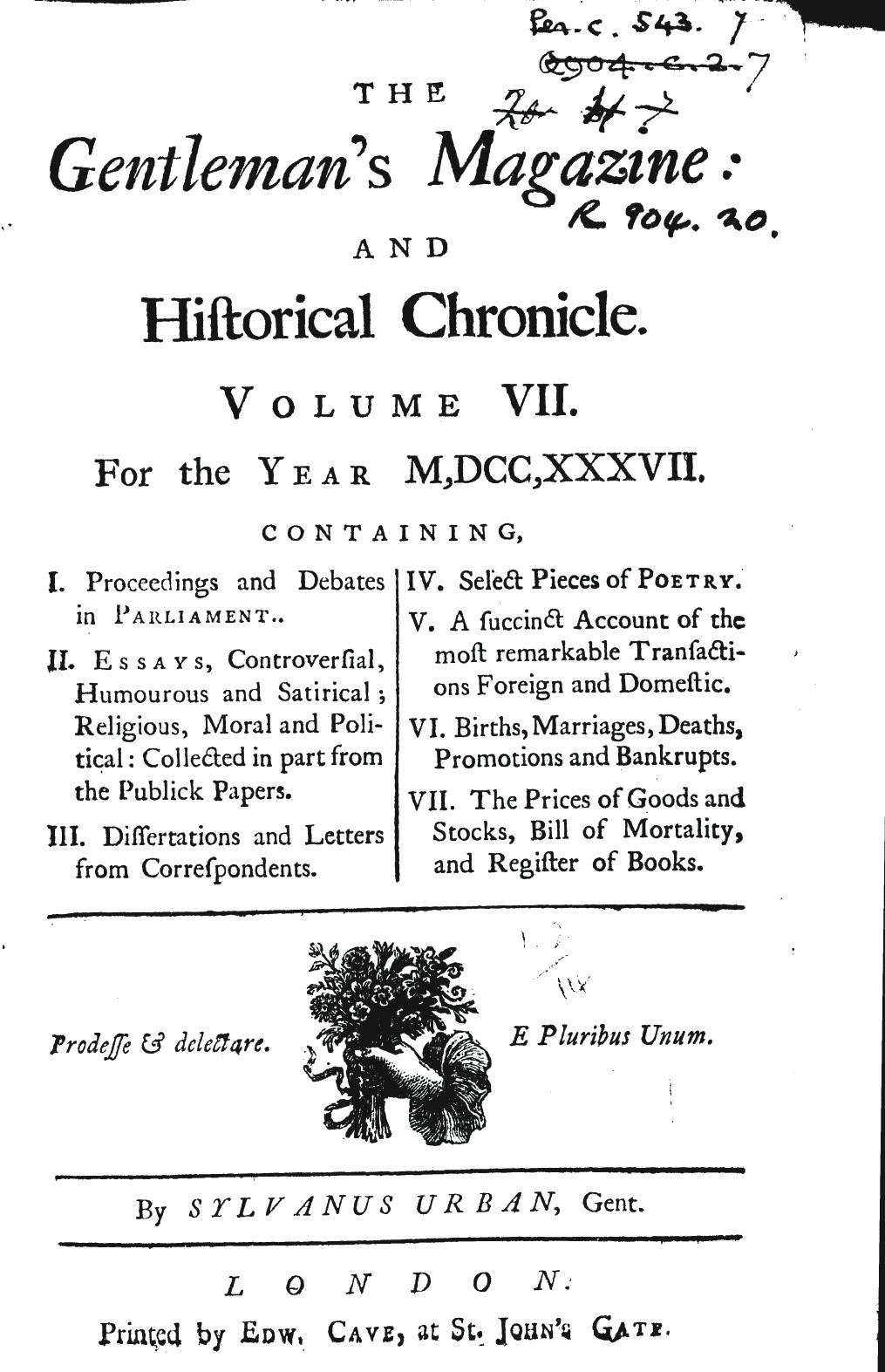
Titelblatt von 1737

The Gentleman’s Magazine, ursprünglich The Gentleman’s Magazine; or, Trader’s Monthly Intelligencer, war eine in London erscheinende Zeitschrift. Das 1731 erstmals erschienene Magazin war eines der ersten Periodika, das ein breites Themenspektrum aus verschiedenen Quellen abdeckte, und das erste Periodikum, das den Titel Magazin verwendete. Es erschien regelmäßig monatlich bis 1907.

## Titel
Gründer Edward Cave wählte den Magazin-Titel in Anspielung auf das gleichnamige militärische Vorratslager, um zu betonen, dass seine Zeitschrift das Beste aus verschiedenen Quellen zusammenstellte. Cave bezog sein Material vor allem aus anderen Periodika, die zu der Zeit keinem Urheberrecht unterlagen, machte seine Quellen aber meistens kenntlich. Die Statute of Anne von 1710 galt nur für gedruckte Bücher. Obwohl die Übernahme anderer Zeitungsartikel zu dieser Zeit gang und gäbe war, war Cave der erste, der offensiv damit warb, keine originären Beiträge zu liefern. The Gentleman’s Magazine sollte keine eigene redaktionelle Linie vertreten, auch keine bestimmte Zielgruppe ansprechen, sondern ein Potpourri dessen liefern, was gerade interessant war. Ein weiterer Werbeslogan war eine größere Abwechslung als jedes Buch, egal zu welchem Preis.

## Konzept
Cave war Herausgeber und Hauptinvestor, und das Magazin wurde stark mit seiner Person verbunden. Die Chefredaktion lag allerdings bei Literaten wie Samuel Johnson oder John Hawkesworth. Cave führte diverse Neuerungen in das damalige Pressewesen ein: Berichte aus dem Parlament, Briefkolumnen und Poesie. Einen weiteren Schwerpunkt bildeten Berichte von militärischen Feldzügen inklusive ausführlichen begleitenden Kartenmaterials. Darüber hinaus deckte das Magazin ein breites Themenspektrum ab, das unter anderem Naturwissenschaften, Antiquitäten, Kochrezepte oder Familiengeschichte umfasste. Als erstes Periodikum, das Artikel einer breiten Themenpalette präsentierte, war es im 18. und 19. Jahrhundert in der gesamten englischsprachigen Welt verbreitet. Der Erfolg des Magazins lag auch darin begründet, dass Cave über ein funktionierendes Vertriebssystem zu Buchhändlern in der Provinz verfügte. Für einen vergleichsweise geringen Geldbetrag waren so die Landbewohner in der Lage, einmal im Monat eine Zusammenfassung wichtiger Ereignisse und Debatten in London zu bekommen.
Das Magazin änderte im Laufe seines Bestehens häufig Format und Fokus. Allein zu Caves aktiver Zeit zwischen 1731 und 1754 fanden fünf größere Umstellungen statt, zahlreiche weitere folgten in der Zeit nach seinem Ableben. Bereits 1736 änderte Cave den Namen in The Gentleman’s Magazine and Historical Chronicle, um auf die umfangreiche Chronik des jeweils vorhergehenden Monats hinzuweisen. 
Nachdem sich das Magazin in seiner Anfangszeit vor allem darauf beschränkt hatte, Texte aus anderen Publikationen nachzudrucken, stieg im Laufe seines Bestehens der Anteil eigener Texte. Cave selbst war dabei nur gelegentlich als Autor tätig. „Stimme“ der Blattmacher war das Pseudonym Sylvanus Urban, unter dem sowohl Cave als auch teilweise seine Angestellten schrieben. Die Artikel des Magazins waren oft in Form von Briefen verfasst, die mit der Anrede „Mr. Urban…“ begannen. Sylvanus Urban stand bis 1856 auf dem Titelblatt, und der Name wurde vom Chefredakteur Joseph Knight in seiner Amtszeit zwischen 1874 und 1906 wiederbelebt.
Autoren, die für das Gentleman’s Magazine schrieben, waren unter anderem Samuel Taylor Coleridge, R. D. Blackmore, Charles Dickens, William Hazlitt, Henry Kingsley, Charles Lamb, E. Lynn Linton, John Murray und John Ruskin. 
Im 19. Jahrhundert lag die Seitenzahl des Magazins meist bei ca. 100 Seiten.  Gegen Ende des 19. Jahrhunderts kam das Gentleman’s Magazine zunehmend in Bedrängnis durch die Konkurrenz, der Penny press. Die Auflage im Jahr 1870 betrug 10.000 Exemplare, die im Jahr 1898 nur noch 850. Versuche, dem Trend durch eine Verbilligung und einen stärkeren Fokus auf leichtere Themen entgegenzuwirken, halfen letztendlich wenig und verwässerten vor allem das Profil der Zeitschrift.

## Rezeption
Der Erfolg des Gentleman’s Magazine ermunterte zahlreiche Nachahmer. Allein in London gründeten sich zwischen 1732 und 1756 insgesamt 18 Magazine, die jedoch teilweise im Format stark vom Gentleman’s Magazine abwichen. Andere Nachahmer im Format nannten sich Museum, Miscallenum oder Palladium. Zu den bedeutenden Nachahmern des Konzepts gehörten das Monthly Magazine, das New Monthly Magazine und das Edinburgh Monthly Magazine. Insbesondere mit dem London Magazine, das das Konzept des Gentleman’s Magazine bis in kleinste Details kopiert hatte, lieferte sich Sylvanus Urban heftige Auseinandersetzungen, indem er dem London Magazine Verrat, Piraterie, Unehrlichkeit und Ideenklau vorwarf.
Vom Gentleman’s Magazine stammt das Motto E pluribus unum, welches das Siegel der Vereinigten Staaten und die Rückseite der Dollarnoten schmückt und über Jahrhunderte de facto Motto der Vereinigten Staaten war. Cave hatte dieses 1731 gewählt, um die Zusammensetzung des Magazins aus vielen Quellen zu dokumentieren, ebenso wie das Titelblatt eine Hand mit einem Strauß verschiedener Blumen schmückte. E pluribus unum blieb bis in die Mitte des 19. Jahrhunderts Motto der Zeitschrift. Das Gentleman’s Magazin wiederum hatte das Motto vom Gentleman’s Journal, einer Zeitschrift, die der Hugenotte Pierre Antoine Motteux von 1691 bis 1694 in London veröffentlichte.